# Mostari
 Mostari  falu Horvátországban Zágráb megyében. Közigazgatásilag Dubravához tartozik.

## Fekvése
Zágrábtól 41 km-re keletre, községközpontjától 7 km-re délnyugatra, a megye keleti részén fekszik.

## Története
1857-ben 273, 1910-ben 339 lakosa volt. Trianonig Belovár-Kőrös vármegye Križi járásához tartozott. 
2001-ben 211  lakosa volt.

## Lakosság
| Lakosság változása | Lakosság változása | Lakosság változása | Lakosság változása | Lakosság változása | Lakosság változása | Lakosság változása | Lakosság változása | Lakosság változása | Lakosság változása | Lakosság változása | Lakosság változása | Lakosság változása | Lakosság változása | Lakosság változása |  |
| ------------------ | ------------------ | ------------------ | ------------------ | ------------------ | ------------------ | ------------------ | ------------------ | ------------------ | ------------------ | ------------------ | ------------------ | ------------------ | ------------------ | ------------------ |  |
| 1857               | 1869               | 1880               | 1890               | 1900               | 1910               | 1921               | 1931               | 1948               | 1953               | 1961               | 1971               | 1981               | 1991               | 2001               |  |
| 273                | 304                | 316                | 325                | 329                | 339                | 330                | 378                | 370                | 367                | 296                | 241                | 191                | 176                | 211                |  |

## Nevezetességei
Temetőkápolnája.